# اردوگاه پناهندگان امبیل
اردوگاه پناهندگان امبیل (انگلیسی: Mbilé) واقع در نزدیکی روستای لولو در بخش کادی واقع در منطقه شرقی، کامرون است.

## گسترش اردوگاه
طی ماه مارس سال ۲۰۱۴، قریب به ۱۰٫۰۰۰ پناهنده در هر هفته وارد کامرون شدند. این رقم در اواخر ماه مه به‌طور قابل توجهی تا حدود ۲۰۰۰ نفر کاهش یافت. کسانی که از مرز گذشته بودند به مکان‌های موقت در روستاهای داخل کامرون منتقل شدند.
منطقه شرق (کامرون) گسترده، بارور و کم جمعیت است. هجوم پناهندگان به این منطقه باعث تغییرات شدیدی در بافت روستاهای محلی شد. اغلب جوامع مسیحی کوچک مانند لولو یا همسایه آن امبیلِ (اردوگاه امبیلِ) تقریباً یک شبه تبدیل به مکان امنی برای اکثریت پناهندگان مسلمان شد. تعداد کم مراکز بهداشتی، مدارس، آب و سایر منابع موجود در برابر موج هجوم ناگهانی جمعیت پناهندگان بیش از حد ظرفیت این محل بود.
این اردوگاه چهار ساعت با اتوبوس از مرکز ترانزیت پناهندگان در شهر مرزی گابی فاصله دارد.

## وضعیت اردوگاه
در ماه مارس سال ۲۰۱۴، گروه کمک بین‌المللی در گزارشی وضعیت یک مادر جوان را در این اردوگاه توصیف کرد و گفت: هر روز تنها یک وعده غذا به وی داده می‌شود.